# Ctenoplusia adiaphora
Ctenoplusia adiaphora är en fjärilsart som beskrevs av Claude Dufay 1974. Ctenoplusia adiaphora ingår i släktet Ctenoplusia och familjen nattflyn. Inga underarter finns listade i Catalogue of Life.